# William Sidney Mount
Pour les articles homonymes, voir Mount.
William Sidney Mount, né le 26 novembre 1807 et mort le 19 novembre 1868 à Setauket-East Setauket dans l'État de New York, est un peintre américain, contemporain de l'Hudson River School. 
Ses frères Shepard Alonzo Mount (en) et Henry Mount sont également peintres, comme l'est la fille de ce dernier, Evelina Mount.

## Biographie

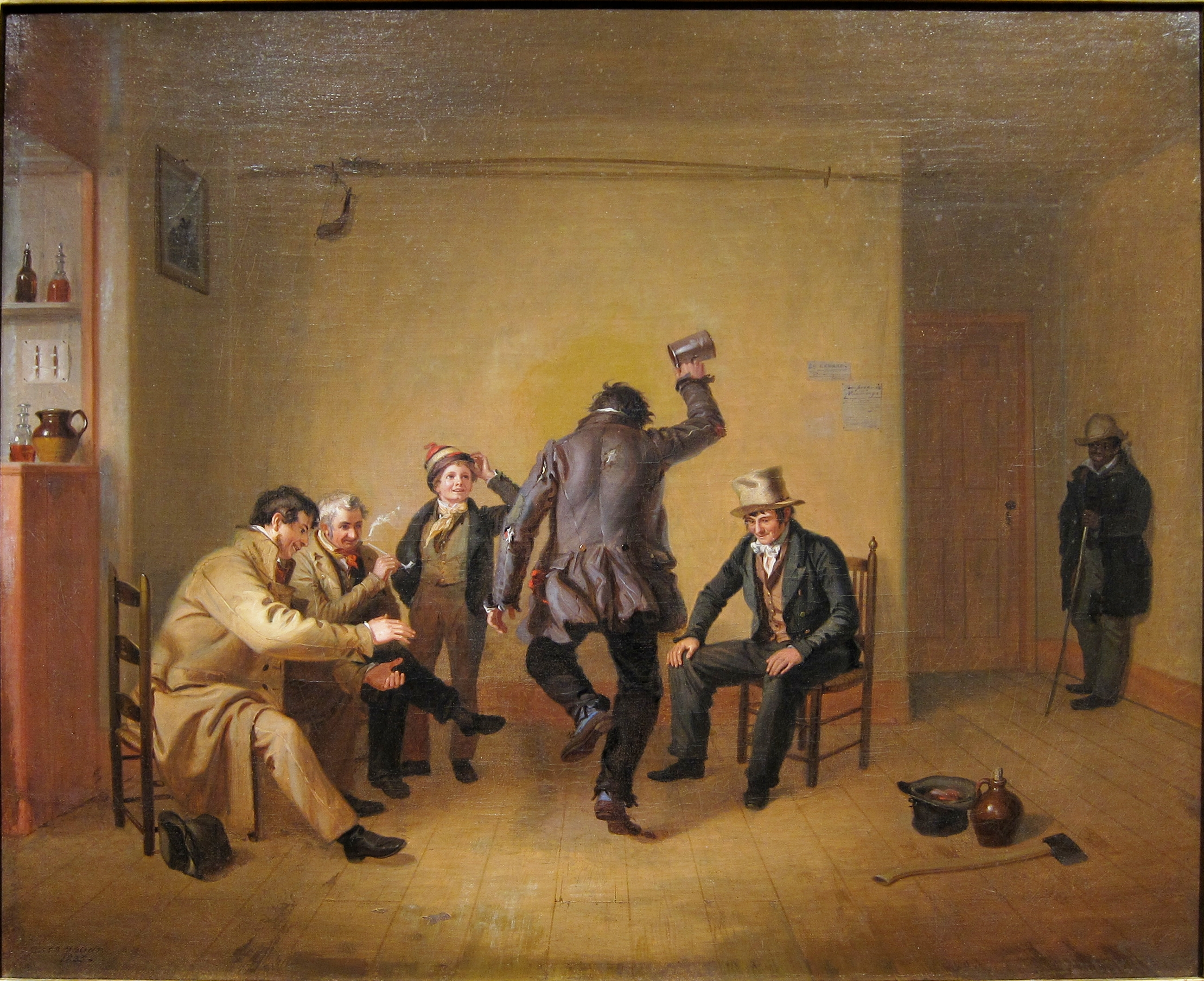
Bar-room Scene, 1835, Institut d'art de Chicago

Né à Setauket-East Setauket, il étudie à l'Académie américaine de design de New York. Il commence par des sujets d'histoire. Pourtant, il est considéré comme le fondateur de la peinture de genre américaine. Ses œuvres traitent du quotidien des fermiers de Long Island (Le Marchandage d'un cheval, 1835, New-York Historical Society, New York) et s'inspirent des peintures de genre anglaises. Mount est également fasciné par les Noirs qu'il représente toujours de manière digne.